# Туриловское сельское поселение
Тури́ловское се́льское поселе́ние — муниципальное образование в Миллеровском районе Ростовской области. Административный центр поселения — хутор Венделеевка.

## История
По переписи 1926 года в состав Туриловского сельсовета входили посёлок Сысоевский и следующие хутора: Венделеевка, Гаджулов, Гернер, Дудатьев, Заикин, Игумено-Чернов, Карташевский, Козырев, Кравченко, Криничный, Кузьмичевка, Куликовский, Кучеренков, Лифарев, Лысая-Горка, Малый, Морозовка, Николаевка, Ново-Венделеевка, Ново-Павловка, Оселёдкин, Пантелеевский I, Пантелеевский II, Первый Христиановский, Поддубный, Радченков, Реково-Сычёвский, Решетняк, Рыковка, Телевной, Тончиев, Туриловка, Хлестунов, Щебетуновка, Ямово-Скляров.

## Административное устройство
В состав Туриловского сельского поселения входят:
- хутор Венделеевка;
- хутор Беляевск;
- хутор Гернер;
- хутор Гетманов;
- хутор Кузмичевка;
- хутор Николаевка;
- хутор Новая Деревня;
- хутор Пантелеевка;
- хутор Полосачи;
- слобода Туриловка;
- хутор Ямовка.

## Население
| 2010  | 2012  | 2013  | 2014  | 2015  | 2016  | 2017  |
| ----- | ----- | ----- | ----- | ----- | ----- | ----- |
| 1652  | ↘1624 | ↘1574 | ↘1540 | ↘1509 | ↘1480 | ↘1448 |
| 2018  | 2019  | 2020  | 2021  |       |       |       |
| ↘1426 | ↘1388 | ↘1369 | ↘1338 |       |       |       |